# Matthias Frick
Matthias Frick (* 19. April 1985 in Trasadingen) ist ein Schweizer Politiker (SP, bis 2022: AL). 

## Biografie
Er wuchs in Trasadingen auf und besuchte von 2001 bis 2005 die Kantonsschule Schaffhausen.
Frick ist Gründungsmitglied der Alternativen Liste (AL), Mitglied der Gewerkschaft VPOD, der GSoA, von Klar! Schaffhausen, des VCS und der Mittelschulverbindung Scaphusia.
2008 wurde er von der Klettgauer Bevölkerung in den Schaffhauser Kantonsrat gewählt, die Wiederwahl erfolgte im September 2012, 2016 und 2020. Seine politischen Schwerpunkte sind Energie- und Verkehrspolitik. Am 28. Oktober 2012 wurde er zudem in einer Kampfwahl in den Gemeinderat von Trasadingen gewählt und im September 2016 im Amt bestätigt. 2018 legte er sein Gemeinderatsamt nieder, da er seinen Wohnsitz in die Stadt Schaffhausen verlegte. Seit 2019 gehört er ausserdem dem Schaffhauser Grossstadtrat an. Nach seinem Wechsel in die SP trat er von seinem Kantonsratsmandat zurück.
Er kandidierte 2010 in einer Ersatzwahl für den scheidenden Volkswirtschaftsdirektor Erhard Meister für den Schaffhauser Regierungsrat, unterlag in der Wahl jedoch dem Bewerber der SVP, Ernst Landolt.
2024 gelang ihm mit dem erfolgreichen Referendum gegen den Axpo Aktionärsbindungsvertrag ein schweizweit beachteter Politcoup.